# برايان بيفان
برايان بيفان (بالإنجليزية: Brian Bevan)‏ هو لاعب كرة قدم بريطاني، ولد في 20 مارس 1937 في برستل في المملكة المتحدة. لعب مع نادي بريستول سيتي ونادي كارلايل يونايتد ونادي ميلوول ونادي ويموث.